# Sexy magico
Sexy magico è un film del 1963, diretto da Mino Loy e Luigi Scattini.